# Valor (matemáticas)
En matemáticas, el término valor puede referirse a varias nociones fuertemente relacionadas entre sí.
En general, un valor matemático puede ser cualquier objeto matemático definido. En matemática elemental, suele ser un número; por ejemplo, un número real como Π o un número entero como 42.
- El valor de una variable o de una constante es cualquier número u otro objeto matemático que se le asigne.
- El valor de una expresión matemática es el objeto asignado a esta expresión cuando a las variables y constantes que contiene se les asignan valores.
- El valor de una función, dados los valores asignados a sus argumentos, es la cantidad asumida por la función para estos valores de sus argumentos.[1][2]

Por ejemplo, si la función f está definida por f(x)= 2x2 – 3x + 1, asignar el valor 3 a su argumento x produce el valor de la función 10, ya que f(3)= 2·32 – 3·3 + 1= 10.
Si la variable, expresión o función solo asume valores reales, se denomina de valor real. Del mismo modo, una variable, expresión o función de valor complejo solo asume números complejos.